# عدم الاستقرار القحفي الرقبي
عدم الاستقرار القحفي الرقبي (بالإنجليزية: Craniocervical instability)‏ هو فرط حركة الفقرات في المفصلين الفهقي القذالي والفهقي المحوري، أي بين الجمجمة وبين أعلى فقرتين (C1 وC2).  يمكن أن يؤدي هذا إلى إصابة العصب وانضغاط الهياكل القريبة، بما في ذلك الحبل الشوكي وجذع الدماغ والشريان الفقري والعصب المبهم، مما يتسبب في ظهور مجموعة متنوعة من الأعراض. وكثيرا ما تتشارك مع عدم الاستقرار الفهقي المحوري وتشوه آرنولد خياري و متلازمة الحبل المربوط.
وهو أكثر شيوعًا في الأشخاص المصابين بأمراض النسيج الضام، ولا سيما متلازمة إيلرز دانلوس وتكوّن العظم الناقص والتهاب المفاصل الروماتويدي. ويمكن أن ينتج عن صدمة مثل المصع، أو رخاوة الأربطة المحيطة بالمفصل، أو غيرها من الأضرار بالأنسجة الضامة المحيطة.

## الأعراض والعلامات
يمكن أن يتراوح تأثير عدم الاستقرار القحفي الرقبي من الأعراض البسيطة إلى الإعاقة الشديدة، وبعض المصابين يصبحون طرحى الفراش. وُصفت مجموعة الأعراض الناجمة عن عدم الاستقرار القحفي الرقبي بمتلازمة النخاع الرقبي.  وتتضمن الأعراض الشائعة التالي:
- الصداع القذالي
- الصداع النصفي[8]
- آلام الرقبة والكتف والفك
- عسر البلع، أي الصعوبة في البلع أو الإحساس بالاختناق
- مضض في قاعدة الجمجمة
- الشعور بأن الرأس متذبذب وقد «تسقط» الجمجمة من العمود الفقري
- رهاب الضوء
- رؤية مزدوجة أو غير واضحة
- طنين الأذن
- الارتعاش
- عدم التحمل الانتصابي
- الدوار أو الدوخة
- الخفقان
- ضيق النفس
- الغثيان
- إعياء
- علامة ليرميت
- تدهور المعرفة والذاكرة
- الخرق وإبطاء الحركة
- الإغماء
- ضعف الأطراف

كثيرًا ما تتفاقم الأعراض عند إجراء مناورة فالسالفا أو الانتصاب لفترة طويلة، ويمكن أن يؤدي الاستلقاء إلى تخفيف الأعراض على المدى القصير.

## تشخيص
عادة يتم تشخيص عدم الاستقرار القحفي الرقبي من خلال القياس التشريحي العصبي باستخدام التصوير الشعاعي. ويعتبر التصوير بالرنين المغناطيسي العمودي الطريقة الأكثر دقة، وكذلك يتم استخدام التصوير بالرنين المغناطيسي المستلقي أو التصوير المقطعي أو تصوير الحركة الشعاعي الرقمي أو التصوير الشعاعي الرقمي.
القياسات لتشخيص عدم الاستقرار القحفي الرقبي هي التالي:
- زاوية محدرية محورية أقل من أو تساوي 135 درجة
- قياس Grabb-Oakes أكبر من أو يساوي 9 مم
- قياس هاريس أكبر من 12 مم[2]
- خلع جزئي في النخاع الشوكي

بدلاً من ذلك، يمكن تشخيص عدم استقرار القحفي الرقبي إذا نتج تخفيف كبير للأعراض عن تجربة جر الرقبة، عادةً باستخدام جهاز تثبيت الهالة.
يشمل العلاج التحفظي لعدم الاستقرار القحفي الرقبي العلاج الطبيعي واستخدام طوق العنق للحفاظ على استقرار الرقبة. ويخضع المرضى المعانيون من أعراض أكثر حدة لعملية دمج العمود الفقري الرقبي. ويتضمن خيارات العلاج المستخدمة الأخرى علاج الحقن التجديدي بما في ذلك حقن الخلايا الجذعية. ولكن لم تزل الأدلة العلمية الداعمة لهذا النهج محدودة.